# Bates-Gletscher
Der Bates-Gletscher ist ein kleiner Gletscher im ostantarktischen Viktorialand. Er fließt von der Westflanke des Mount Queensland in der Deep Freeze Range in nördlicher Richtung in die Westflanke des Campbell-Gletschers unmittelbar nördlich des Mills Peak.
Die Nordgruppe der New Zealand Geological Survey Antarctic Expedition (1965–1966) benannte ihn nach ihrem Feldforschungsassistenten D. R. Bates.